# 4Minute
4Minute var en sydkoreansk pigegruppe, der var aktive fra 2009 og frem til 2016. Gruppens medlemmer var Nam Ji-hyun, Heo Ga-yoon, Jeon Ji-yoon, Wang SoMi, Hyuna og Kwon So-hyun.
| Past members | - Jihyun (2009–2016) - Gayoon (2009–2016) - Jiyoon (2009–2016) - Hyuna (2009–2016) - Sohyun (2009–2016) - Wang SoMi (2013–2015) |

## Diskografi
- Diamond (2010)
- 4Minutes Left (2011)

| Musik | Spire Denne musikartikel er en spire som bør udbygges. Du er velkommen til at hjælpe Wikipedia ved at udvide den. |